# ボルハ・サインス
ボルハ・サインス・エグスキサ（Borja Sainz Eguskiza、2001年2月1日 - ）は、スペイン・レイオア出身のサッカー選手。FCポルト所属。ポジションはフォワード（左ウイング）。

## クラブ経歴
バスク州のレイオアに生まれ、アスレティック・ビルバオの下部組織で育成された。2017年にデポルティーボ・アラベスのカンテラに加入。
アラベスに加入してわずか2年後、アシエル・ガリターノ監督によってたびたびトップチーム招集を受けるようになった。そして2019年8月25日、ラ・リーガのRCDエスパニョール戦でトップチームデビュー。
2021年8月5日、セグンダ・ディビシオンのレアル・サラゴサにレンタル移籍することが発表された。
2022年7月29日、スュペル・リグのギレスンスポルに完全移籍した。
2023年6月30日、EFLチャンピオンシップのノリッジ・シティFCに自由移籍で加入し3年契約を結んだ。
2024年12月21日、1-2で敗れたEFLチャンピオンシップのサンダーランドAFC戦において相手選手に対して唾を吐いた行為により、2025年1月10日にFAから6試合の出場停止処分を受けるとともに1万2000ポンドの罰金を科せられた。このようなトラブルがあったにも関わらず、2024-25シーズンはEFLチャンピオンシップ41試合に出場し18ゴールを記録という印象的なシーズンを過ごした。ノリッジでは2シーズンで公式戦82試合に出場し27ゴールを挙げた。
2025年7月13日、FCポルトに5年契約で移籍。背番号は17を着用することになり、これに伴ってガブリ・ベイガは背番号10に変更となった。移籍金の額は非公表となっているが、BBCスポーツによれば1425万ポンドと推定されている。